# کوه تابوماسانا
کوه تابوماسانا (به لاتین: Mount Tabwemasana) یک کوه در وانواتو است که در اسپیریتو سانتو (وانواتو) واقع شده‌است. کوه تابوماسانا ۱٬۸۷۹ متر بالاتر از سطح دریا واقع شده‌است.